# Iván Penalba
Iván Penalba López (Alfafar - Valencia, 6 de octubre de 1991) es un ultrafondista poseedor del récord de España en las modalidades de 12 h (158,631 km)
y 24 h (274,332 km). Asimismo, posee el récord mundial de 12 horas en cinta de correr (155,080 km).
La primera de sus marcas en ruta la realizó en Barcelona, en el Estadio Olímpico Lluis Companys el 13 de marzo de 2021 en las 12 horas de la primera edición de la Ultrarunning Barcelona, mientras que el récord de España de 24 horas lo obtuvo en Taipéi (Taiwán), en las XX Soochow University Super Marathon 24 Hours entre el 14 y 15 de diciembre de 2019.
Así mismo cuenta con el récord nacional en la categoría de 50 millas, realizadas como tiempo de paso en su récord de 12h en Barcelona, y 100 millas, obtenidos también durante las XX Soochow University Super Marathon 24 Hours.

#### Rankings y trayectoria internacional
En 2020 Iván Penalba encabeza el ranking internacional el de 12h gracias a los 152,720 km de las II 12 Stunden Lauf Bad Blumau en Bad Blumau (Austria) y es segundo en el de 24h tras la marca de 264,887 km obtenida en las IV De 24 Uur van Deventer en Deventer (Países Bajos) En 6h se coloca como tercer clasificado con una marca de 87,100 km que fue un parcial de paso dentro de los 100km del 10 Maratón Maratona en Belgrado (Serbia).
En temporadas anteriores ha mostrado una gran regularidad en todo tipo de distancias. Así, Penalba ha liderado en 2018 el ranking mundial masculino de 24 h, y conseguido el segundo puesto mundial en 12 h y el tercero en 6 h. En 2019 se ha hecho con el quinto puesto en ranking mundial masculino de 24h, segundo en 12h y cuarto en 6h. Por cómputos de los últimos ejercicios Penalba podría ser definido como el ultrafondista más regular a nivel mundial.
En los rankings históricos la marca de 24 horas del ultrafondista valenciano ocupa el vigésimo cuarto puesto de toda la historia. Hasta la fecha solo ha habido ocho corredores capaces de superar dos veces los 270 kilómetros en la modalidad de 24 horas y solo tres ultrafondistas han realizado dicha distancia en tres o más ocasiones: Yiannis Kouros (11 registros, con una mejor marca de 303,506 km), Ryoichi Sekiya (3 registros, con una mejor marca de 275,684 km) e Iván Penalba (274,332 km, 273,674 km y 270,152 km).
Respecto a la distancia menor de 12 horas Penalba tiene actualmente la decimoséptima mejor marca de todos los tiempos y solo ha sido superado por diez atletas desde que se establecieron los rankings. Forma parte del pódium virtual histórico de atletas que hayan superado los 155 kilómetros en dos o más ocasiones: Zach Bitter (168,792 km y 163,60 km) y Yiannis Kouros (5 registros, con una mejor marca de 162,400 km) a los que une el español sus dos mejores marcas actuales (155,533 km y 155,245 km). 
Hasta la fecha ha participado en un total de 36 carreras de ultradistancia, desde los 50 km hasta las 24 horas, en las que ha cosechado un total de 31 victorias (84% de éxito) en Europa, Asia, África y Sudamérica. Se encuentra hasta la fecha imbatido en las distancias de 12 horas y 100 kilómetros y por el espacio de 861 días, es decir, 2 años, 4 meses y 3 días (desde el 17 de junio de 2017 hasta el 26 de octubre de 2019) ganó todas las carreras de ultradistancia en las que compitió a nivel nacional e internacional. 
Su inicio como atleta de ultrafondo se debe a una lesión de espalda durante la práctica futbolística en un equipo aficionado de su localidad. También ha participado en algunos retos deportivos combinando ciclismo de carretera y carrera a pie como la "Doble A", en la que recorrió en cinco días los 850 km que separan Alfafar (Valencia) a Aviñón (Francia), pueblo en el que nació su madre, a un promedio diario de 21 km a pie y 90 km en bicicleta.

#### Récord de las 24 h
Penalba obtuvo por primera vez el récord de España de 24 h durante la celebración del Campeonato de Ultra Maratón Nacional de Sudáfrica, en el Estadio Peter Mokaba de Polokwane con un total de 249,324 km, conseguidos entre el 14 y 15 de abril de 2018. Esta marca superaba la anterior de José Luis Posado con 247,937 km, vigente desde el 6 de mayo de 2007, durante la celebración del Campeonato de Europa de Ultrafondo celebrado en Moratalaz (Madrid) en la que Posado obtuvo el tercer puesto.
Sin embargo, la marca obtenida en Sudáfrica fue ampliamente superada a las pocas semanas por el avilesino Nicolás de las Heras Monforte, que corrió 257,745 km en el Campeonato de Europa de 24 h, celebrado en Timisoara (Rumanía) entre el 26 y 27 de mayo de 2018, en el que quedó en cuarto lugar. 
Apenas dos semanas después Iván Penalba volvió a superar el récord de España de las XXI 24 h en Stadtoldendorf (Alemania), aunque su participación en esta ciudad estaba planeada únicamente para la distancia de las 12 h. Como ha comentado en diferentes entrevistas, al ver que era factible el récord de las 12 h y no encontrarse mermado físicamente, decidió improvisar, a pesar de no contar con avituallamiento específico, un intento del récord de las 24 h, que batió por casi 16 km, dejándolo en 273,674 km.
Tras aproximarse a su marca en octubre durante el XIII Campeonato del Mundo de 24h celebrado en Albi (270,152 km) Iván Penalba rompe por tercera vez el récord de España de las 24 h entre el 14 y 15 de diciembre de 2019 durante la vigésima edición del Soochow University Super Marathon 24 Hours, carrera en la que quedó segundo tras disputada lucha con el japonés Yoshihiko Ishikawa al que había derrotado en la edición del año anterior. Tras liderar la prueba hasta la hora decimoctava Penalba finalmente fue superado por Ishikawa que ganó la carrera con 279 kilómetros, mientras que el español alcanzó el actual récord de 274,332 km.

#### Récord de las 12 h
Al igual que en 24h Penalba ha batido en tres ocasiones el mejor registro histórico realizado por un español en la modalidad de las 12 horas. Su primer récord (151,974 km) lo obtuvo en la Copa de Alemania de Ultrafondo celebrada en Stadtoldendorf el 17 de junio de 2018, donde batió además en dicha prueba el récord de España de 24 horas.
La segunda vez que mejoró el récord nacional (155,245 km) fue en Los Alcázares (Murcia) entre el 10 y 11 de mayo de 2019, durante la celebración del II Festival del Ultrafondo Pedestre Región de Murcia.
Por un escaso margen volvió a mejorar el récord absoluto nacional (155,533 km) tres meses después en Lebach (Alemania), el 17 de agosto de 2019 en la undécima edición de las 12 horas Lions Laufs. La cuarta y última vez que ha mejorado el récord de esta distancia (158,631 km) se produjo el 13 de marzo de 2021 en la Ultraunning Barcelona 2021

#### Selección nacional
Tras su victoria en las 24 h de Pinto con 240 km en un circuito no homologado fue seleccionado como miembro de la selección española de Ultrafondo en el XII Campeonato del Mundo de 24 h en Belfast (1 y 2 de julio de 2017), donde obtuvo el puesto 119.º con un total de 204,973 km, en una carrera que corre lesionado desde el inicio con una rotura rotura de 3 cm en la inserción de gemelo y sóleo. A pesar de batir en Sudáfrica el récord nacional de 24 h en abril de 2018 no fue seleccionado para el Campeonato de Europa de 24 h celebrado en mayo en Timisoara (Rumanía) al no seguir las indicaciones del seleccionador nacional que le informó de su no convocatoria si corría alguna prueba previa de una distancia superior a 100 km.
Tras batir el récord de España en 2018 y poseer la mínima exigida por la federación (marca acreditada de 240 kilómetros en los dos últimos años previos a la competición) Iván Penalba vuelve a ser convocado por un nuevo seleccionador nacional para el XIII Campeonato del Mundo de 24h en Albi (26 y 27 de octubre de 2019), donde obtiene el quinto puesto con un total de 270,152 km. Durante gran parte de la carrera estuvo en tercera posición a escasos metros del francés Erik Clavery hasta que ambos fueron rebasados en las últimas horas de competición por Bodis Tamas (segundo) y Olivier Leblond (tercero), sin poder alcanzar en ningún momento a un incontestable Aleksandr Sorokin, quien batió el récord de los campeonatos con 278,972 km. En esta competición España superó el récord de kilómetros obtenidos por la suma de sus tres primeros clasificados, con un total de 712,380 km (Iván Penalba 270,152 km, Miguel Mataix 232,198 km y Nicolás de las Heras 210,030 km). 

#### Figura destacada del ultrafondo español
Iván Penalba es el poseedor de los récords de España de 12 horas, 24 horas así como los 'oficiosos' de 50 y 100 millas.
Es dueño de las 4 primeras mejores marcas españolas de todos los tiempos en 24 horas y las 5 primeras mejores marcas españolas en 12 horas. En 6 horas ostenta la segunda y tercera marcas históricas mientras que en 50 km tiene la décima mejor marca histórica y en 100km es el vigésimo tercer mejor español de la historia. Aunque ha participado en distancias menores a 42 kilómetros no ha hecho lo propio en ninguna distancia superior a 24 horas.
Es el embajador de la primera edición de la I Edición del Ultrafondo en Pista Ciudad de Valencia, que se celebraría originalmente entre los días 18 y 19 de abril de 2020, aunque ha quedado aplazada por la epidemia del COVID-19.

#### Proyectos solidarios
Penalba es fundador de los proyectos solidarios "Creando Sonrisas", con los cuales intenta aunar deporte y solidaridad, a través de la recogida de alimentos previa a cada prueba en la que participa así como la integración de personas desfavorecidas en la organización de dichas pruebas atléticas. Una de estas iniciativas es el "Reto de las 50 medias maratones" (aún en activo y el cual trata de recorrer todas las provincias de España llevando a cabo una gran iniciativa solidaria).

## Palmarés

### 2016(1 ultra)
10/04/2016 - Segundo clasificado en la media maratón Vías Verdes - Ojos Negros en Navajas (Castellón), con un registro de 1:16:38.
17/12/2016 - Vencedor en las 12 h de Can Dragó (Barcelona) con 133,025 km (Mejor marca nacional del año).

### 2017(11 ultras)
14/01/2017 - Segundo puesto de las 6 h de Ribarroja (Valencia), con 80,8 km.
11/02/2017 - Vencedor en los II 100 km de Los Alcázares (Murcia), con una marca de 7:43:10.
19/03/2017 - Vencedor de las VII Welt Down-Syndrom 6h en Fürth (Alemania) con 79,381 km.
01/04/2017 y 02/04/2017 - Vencedor en las 24 h en Punto en Pinto (Madrid) con 240 km. (Récord histórico de la prueba, Mejor marca nacional del año).
17/06/2017 - Segundo puesto en la Primera Edición de los 50 km de Santander 2017, con 3:19:12, tras Asier Cuevas.
01/07/2017 y 02/07/2017 - 119.º en el XII Campeonato del Mundo de 24 h en Belfast con un total de 204,973 km.
01/09/2017 y 02/09/2017 - Vencedor y primer atleta en la historia en conseguir el “DOBLETE FRANCÉS”, de Les 6 heures de Villenave d'Ornon (Francia) con 77,940 km (Récord histórico de la prueba) el sábado 1 de septiembre por la tarde y domingo 2 de septiembre por la mañana a 600 km, en Les 6 Heures de la Nièvre (Francia) con 75,733 km.
24/09/2017 - Vencedor de las X 6 h Aareinsel Brugg durante la celebración del Campeonato nacional de Suiza en Brugg (Suiza) con 82,07 km (Récord histórico de la prueba, Mejor marca histórica de 6h en suelo suizo, Mejor marca española de 2017).
04/11/2017 - Vencedor de Le 100km du Spiridon Catalan en Pia (Francia) 2017 con una marca de 7:15:38.
22/12/2017 y 23/12/2017 - Vencedor en las I De 12 Uur van Deventer en Deventer (Países Bajos) con 140,560 km (Mejor marca española de 2017).

### 2018(8 ultras)
Tercer puesto en el maratón de Potties 2018 (Sudáfrica), con un registro de 2:41:00.
14/04/2018 y 15/04/2018 - Vencedor del campeonato nacional de África de ultra-fondo en Polokwane (Sudáfrica) prueba con sello IAU –Label Bronce con 249,324km (Récord histórico de la prueba, Récord de España de 24 h).
12/05/2018 - Vencedor en modalidad parejas en las 8 h "Corre Forrest Corre" en Añover de Tajo (Toledo) con 88,2 km (Récord histórico de la prueba).
16/06/2018 y 17/06/2018- Vencedor de las 24 h de Stadtoldendorf (Alemania) prueba con sello IAU –Label Bronce con 273,674 km. (Récord histórico de la prueba, Líder en ranking mundial 2018 en 24h, Récords de España de 12h (151,974 km) y 24h (273,674 km).
21/07/2018 - Vencedor en el maratón de Chaves (Portugal), con un registro de 2:36:42.
17/08/2018 y 18/08/2018 - Tercer clasificado en la media maratón de “Báscones de Ojeda” el sábado a las 20:00 de la tarde del 17 de agosto y vencedor del Maratón Río Boedo (Palencia) el domingo a las 8 de la mañana del 18 de agosto, con 2:45:38.
01/09/2018 - Vencedor del “Hammer Ultra 50km” en Balatonszőlős (Hungría) con un registro de 3:22:57 (Récord histórico de la prueba).
22/09/2018 - Vencedor de las XXIV 12 h 'Lupatotissima' en Verona (Italia) con 148,797 km (Récord histórico de la prueba).
14/10/2018 - Tercer puesto en la Media Maratón Verde de Oviedo, con un registro de 1:19:05.
03/11/2018 - Vencedor de las 6 h de Balcarce, en Buenos Aires (Argentina) con 83,700 km (Récord histórico de la prueba, 83,7 km, Mejor marca histórica de 6 h en suelo argentino y Mejor marca histórica de 6 h en Sudamérica).
10/11/2018 - Vencedor de las 6h de Corrida - Ultramaratona e Revezamento - Etapa Avenida das Torres en Manaus (Brasil), con 81,90 km.
02/12/2018 - Vencedor en la categoría open del Campeonato 24 horas de Ultra-fondo de Asia y Oceanía 2018 celebrado en Taipéi (Taiwán), prueba con sello IAU –Label Oro, con 258,890 km.
31/12/2018 - Liderato en el ranking mundial masculino de 24 h en 2018, segunda posición en el ranking mundial masculino de 12 h y cuarto puesto en el ranking mundial masculino de 6 h.

### 2019(12 ultras)
13/01/2019 - Vencedor en categoría de parejas de las 6 h de Loriguilla (Valencia), con un registro de 71 kilómetros.
02/02/2019 - Vencedor del “Bygholm Sø Ultra 50km” en Bygholm Sø (Dinamarca) con una marca de 3:27:31 (Récord histórico de la prueba).
23/02/2019 - Vencedor del “Baanultra 50km ” en Steenwikj (Holanda) con un registro de 3:13:13 (Récord histórico de la prueba y mejor marca personal en la distancia).
09/03/2019 - Vencedor de los 100km del 10 Maratón Maratona en Belgrado (Serbia) con una marca de 6:58:45 (Récord histórico de la prueba de 100km, Mejor marca histórica de 100km en suelo serbio y mejor marca personal en las distancias de 6 horas y 100 kilómetros, 87,23km y 6:58:45 respectivamente).
20/04/2019 - Vencedor en las 12 h del KARU - Kaarina Rata Ultra en Kaarina (Finlandia) (Récord histórico de la prueba, 139,098 km, Mejor marca histórica de 100km en suelo finlandés, 7:21:51).
10/05/2019 y 11/05/2019 - Vencedor de las 12 h del II Festival de Ultrafondo de Los Alcázares (Murcia), prueba homologada sin sello IAU, con 155,245 km (Récord histórico de la prueba, Mejor marca histórica de 12h en suelo español, Récord de España de 12h).
27/05/2019 - Vencedor en la categoría open 6 horas del Campeonato Nacional de Ultra-fondo de Rumanía 2019 celebrado en Timisoara (Rumanía) prueba con sello IAU –Label Oro, con 84,225 km (Récord histórico de la prueba de 6h, Mejor marca histórica de 6h en suelo rumano).
29/06/2019 - Vencedor en la VII Maratón en pista memorial Juanma Martinez en Ceutí (Murcia) un registro de 2:46:07.
07/07/2019 - Vencedor en la II Maratón en pista Ciudad de Jaén con un registro de 2:46:36.
20/07/2019 - Vencedor en la III 6h Stundenlauf der LLG Wustweiler en Illingen / Saar (Alemania) con 80,498 km (Récord histórico de la prueba).
17/08/2019 - Vencedor en las XI 12 horas Lions Lauf en Lebach (Alemania) con155,533 km (Récord histórico de la prueba, Mejor marca histórica de 12h en suelo alemán, Récord de España en la distancia de 12h).
15/09/2019 - Vencedor en las V 6 horas Stadtgut Steyr Ultralauf en Steyr con 87,584 km (Austria)(Récord histórico de la prueba, Mejor marca personal en la distancia de 6h).
26/10/2019 - Quinto puesto en el IAU Campeonato del Mundo de 24 horas en Albi (Francia) con 270,152 km (Mejor marca española individual en un mundial 270,152 km, como en combinado de selección nacional, 712,380 km).
14/12/2019 - Segundo puesto en el XX Soochow University 24 Hours en Taipéi (Taiwán), prueba con sello IAU –Label Oro, con 274,332 km (Récord de España en la distancia de 24h).
31/12/2018 - Quinto puesto en el ranking mundial masculino de 24 h en 2019, segunda posición en el ranking mundial masculino de 12 h y cuarto puesto en el ranking mundial masculino de 6 h.

### 2020(7 ultras)
25/01/2020 - Vencedor en las 6 h de III Ultramaratón Non Stop Isla Mujeres 24h en Isla Mujeres (México) con 81,835 km (Récord histórico de la prueba, mejor marca mundial del año y mejor marca histórica de 6h en suelo mexicano).
22/02/2020 - Vencedor del “Baanultra 50km”  en Steenwikj (Holanda) con un registro de 3:19:16 (Segunda victoria consecutiva en la prueba).
14/03/2020 - Vencedor de los 100km del 10 Maratón Maratona en Belgrado (Serbia) con una marca de 6:58:17 (Récord histórico de la prueba de 100km, Mejor marca histórica de 100km en suelo serbio y mejor marca personal en 100 kilómetros).
04/07/2020 - Vencedor en 152,720 km de las II 12 Stunden Lauf Bad Blumau en Bad Blumau (Austria).
22/08/2020 - Vencedor en los 52km del II Charity Mega Run Bingen (GER) en Bingen (Alemania), con una marca final de 3:28:45 (Récord historíco de la prueba).
19/09/2020 - Vencedor en las IV De 24 Uur van Deventer en Deventer (Países Bajos) con 264,877 km (Récord histórico de la prueba de 24h, mejor marca mundial del año).
13/11/2020 - Vencedor en la Primera Edición de las 6h de "Creando Sonrisas" (Valencia) con 89,355 km (mejor marca personal)

### 2021(1 ultra)
13/03/2021 - Vencedor en la Primera Edición de las 12h de Ultrarunning Barcelona (Barcelona) con 158,631 km (Récord de España en la distancia de 12h y Récord de España de 50 millas).

## Total de participaciones en pruebas individuales de Ultrafondo
| Distancia          | Registro          | Puesto | Competición                                       | Lugar                              | Fecha      |
| ------------------ | ----------------- | ------ | ------------------------------------------------- | ---------------------------------- | ---------- |
| 24 h               | 274,332 km (R.E.) | 2      | XX Soochow University 24 Hours                    | Taipéi (Taiwán)                    | 14/12/2019 |
| 24 h               | 273,674 km        | 1      | XXI 24 h de Stadtoldendorf                        | Stadtoldendorf (Alemania)          | 16/06/2018 |
| 24 h               | 270,152 km        | 5      | XII IAU 24H World Championships                   | Albi (Francia)                     | 26/10/2019 |
| 24 h               | 264,877 km        | 1      | IV De 24 Uur van Deventer                         | Deventer (Países Bajos)            | 19/09/2020 |
| 24 h               | 258,890 km        | 1      | XIX Soochow University 24 Hours                   | Taipéi (Taiwán)                    | 02/12/2018 |
| 24 h               | 249,324 km        | 1      | Pietersburg Road Runners 24 Hours Track Race      | Polokwane (Sudáfrica)              | 14/04/2018 |
| 24 h (*)           | 240 km            | 1      | I 24 Horas en Pünto                               | Pinto (Madrid)                     | 01/04/2017 |
| 24 h               | 204,973 km        | 119    | XII Campeonato del Mundo de 24 h                  | Belfast (Irlanda)                  | 01/07/2017 |
| 100 millas (split) | 13:07:52 (R.E.)   | 1      | XX Soochow University 24 Hours                    | Taipéi (Taiwán)                    | 14/12/2019 |
| 100 millas (split) | 13:48:24          | 1      | XIX Soochow University 24 Hours                   | Taipéi (Taiwán)                    | 02/12/2018 |
| 100 millas (split) | 14:30:35          | 2      | Pietersburg Road Runners 24 Hours Track Race      | Polokwane (Sudáfrica)              | 14/04/2018 |
| 12 h               | 158,631 km (R.E.) | 1      | I Ultrarunning Barcelona                          | Barcelona                          | 13/03/2021 |
| 12 h               | 155,533 km        | 1      | XI 12 horas Lions Lauf                            | Lebach (Alemania)                  | 17/08/2019 |
| 12 h               | 155,245 km        | 1      | II Festival de Ultrafondo de Los Alcázares - 12 h | Los Alcázares(Murcia)              | 10/05/2019 |
| 12h                | 152,720 km        | 1      | II 12 Stunden Lauf Bad Blumau                     | Bad Blumau (Austria)               | 04/07/2020 |
| 12 h (split)       | 151,094 km        | 1      | XXI 24 h de Stadtoldendorf                        | Stadtoldendorf (Alemania)          | 16/06/2018 |
| 12 h               | 148,797 km        | 1      | XXIV 12 h Lupatotissima                           | Verona (Italia)                    | 22/09/2018 |
| 12 h (split)       | 148,000 km        | 1      | XX Soochow University 24 Hours                    | Taipéi (Taiwán)                    | 14/12/2019 |
| 12 h (split)       | 143,239 km        | 4      | XII IAU 24H World Championships - Hour 12         | Albi (Francia)                     | 26/10/2019 |
| 12 h (split)       | 142,000 km        | 1      | XIX Soochow University 24 Hours                   | Taipéi (Taiwán)                    | 02/12/2018 |
| 12 h               | 140,526 km        | 1      | I De 12 Uur van Deventer                          | Deventer (Países Bajos)            | 22/12/2017 |
| 12 h               | 139,098 km        | 1      | II 12 h Kaarina Track Ultra                       | Kaarina (Finlandia)                | 20/04/2019 |
| 12 h (split)       | 136 km            | 2      | Pietersburg Road Runners 24 Hours Track Race      | Polokwane (Sudáfrica)              | 14/04/2018 |
| 12 h               | 133,025 km        | 1      | 12 Horas Can Dragó                                | Barcelona                          | 17/12/2016 |
| 100 km             | 6:58:17           | 1      | XI Maratón Maratona                               | Belgrado (Serbia)                  | 14/03/2020 |
| 100 km             | 6:58:45           | 1      | X Maratón Maratona                                | Belgrado (Serbia)                  | 09/03/2019 |
| 100 km (split)     | 7:11:10           | 1      | XXIV 12 h Lupatotissima                           | Verona (Italia)                    | 22/09/2018 |
| 100 km             | 7:15:38           | 1      | Le 100km du Spiridon Catalan                      | Pia (Francia)                      | 04/11/2017 |
| 100 km (split)     | 7:21:51           | 1      | II 12 h Kaarina Track Ultra                       | Kaarina (Finlandia)                | 20/04/2019 |
| 100 km (split)     | 7:41:31           | 1      | XX Soochow University 24 Hours                    | Taipéi (Taiwán)                    | 14/12/2019 |
| 100 km             | 7:43:10           | 1      | II 100km de Los Alcázares                         | Los Alcázares (Murcia)             | 11/02/2017 |
| 100 km (split)     | 08:01:48          | 4      | XII IAU 24H World Championships - Hour 6          | Albi (Francia)                     | 26/10/2019 |
| 100 km (split)     | 8:07:50           | 1      | XIX Soochow University 24 Hours                   | Taipéi (Taiwán)                    | 02/12/2018 |
| 100 km (split)     | 8:23:58           | 5      | Pietersburg Road Runners 24 Hours Track Race      | Polokwane (Sudáfrica)              | 14/04/2018 |
| 6h                 | 89,355 km         | 1      | I Edición 'Creando Sonrisas'                      | Valencia                           | 13/11/2020 |
| 6 h                | 87,584 km         | 1      | V Stadtgut Steyr Ultralauf - 6h                   | Steyr (Austria)                    | 15/09/2019 |
| 6 h (split)        | 87,230 km         | 1      | X Maratón Maratona                                | Belgrado (Serbia)                  | 09/03/2019 |
| 6 h (split)        | 87,1 km           | 1      | XI Maratón Maratona                               | Belgrado (Serbia)                  | 14/03/2020 |
| 6 h                | 84,225 km         | 1      | II S24H - 6 h                                     | Timisoara (Rumanía)                | 27/05/2019 |
| 6 h (split)        | 84,000 km         | 1      | II 12 h Kaarina Track Ultra                       | Kaarina (Finlandia)                | 20/04/2019 |
| 6 h (split)        | 83,702 km         | 1      | XXIV 12 h Lupatotissima                           | Verona (Italia)                    | 22/09/2018 |
| 6 h                | 83,7 km           | 1      | Ultra Balcarce 6h en pista                        | Balcarce, Buenos Aires (Argentina) | 03/11/2018 |
| 6 h (split)        | 82,599 km         | 1      | XXI 24 h de Stadtoldendorf                        | Stadtoldendorf (Alemania)          | 16/06/2018 |
| 6 h                | 82,071 km         | 1      | X 6h Aareinsel Brugg                              | Brugg (Suiza)                      | 24/09/2017 |
| 6 h                | 81,90 km          | 1      | 6h de Corrida Ultramaratona                       | Manaus (Brasil)                    | 10/11/2018 |
| 6 h                | 81,865 km         | 1      | 6h de III Ultramaratón Non Stop Isla Mujeres 24h  | Isla Mujeres (México)              | 26/01/2020 |
| 6 h                | 80,8 km           | 2      | 6h Ciudad de Ribarroja                            | Ribarroja                          | 14/01/2017 |
| 6 h                | 80,498 km         | 1      | III 6h Stundenlauf der LLG Wustweiler             | Illingen / Saar (Alemania)         | 20/07/2019 |
| 6 h                | 79,381 km         | 1      | VII Welt Down-Syndrom 6h                          | Fürth (Alemania)                   | 19/03/2017 |
| 6 h (split)        | 79,200 km         | 1      | XX Soochow University 24 Hours                    | Taipéi (Taiwán)                    | 14/12/2019 |
| 6 h                | 77,940 km         | 1      | Les 6 heures de Villenave d'Ornon                 | Villenave d'Ornon (Francia)        | 01/09/2017 |
| 6 h                | 75,733 km         | 1      | Les 6 Heures de la Nièvre                         | Nièvre (Francia)                   | 02/09/2017 |
| 6 h (split)        | 74,800 km         | 1      | XIX Soochow University 24 Hours                   | Taipéi (Taiwán)                    | 02/12/2018 |
| 6 h (split)        | 74,653 km         | 3      | XII IAU 24H World Championships - Hour 6          | Albi (Francia)                     | 26/10/2019 |
| 6 h (split)        | 73,200 km         | 5      | Pietersburg Road Runners 24 Hours Track Race      | Polokwane (Sudáfrica)              | 14/04/2018 |
| 50 millas (split)  | 5:28:46 (R.E.)    | 1      | I Ultrarunning Barcelona                          | Barcelona                          | 13/03/2021 |
| 50 millas (split)  | 5:29:15           | 1      | XI Maratón Maratona                               | Belgrado (Serbia)                  | 14/03/2020 |
| 50 millas (split)  | 6:07:11           | 1      | XX Soochow University 24 Hours                    | Taipéi (Taiwán)                    | 14/12/2019 |
| 50 millas (split)  | 6:29:14           | 1      | XIX Soochow University 24 Hours                   | Taipéi (Taiwán)                    | 02/12/2018 |
| 50 millas (split)  | 6:38:15           | 2      | Pietersburg Road Runners 24 Hours Track Race      | Polokwane (Sudáfrica)              | 14/04/2018 |
| 52,2 km (*)        | 3:27:31           | 1      | I Bygholm Sø Ultra 50 km                          | Bygholm Sø (Dinamarca)             | 02/02/2019 |
| 52 km (*)          | 3:28:45           | 1      |                                                   | Bingen (Alemania)                  | 22/08/2020 |
| 50 km (split)      | 3:12:50           | 1      | X Maratón Maratona                                | Belgrado (Serbia)                  | 09/03/2019 |
| 50 km              | 3:13:13           | 1      | Baan Ultra 50 km                                  | Steenwikj (Holanda)                | 23/02/2019 |
| 50 km              | 3:19:12           | 2      | I 50 km de Santander                              | Santander                          | 17/06/2017 |
| 50 km              | 3:13:16           | 1      | Baan Ultra 50 km                                  | Steenwikj (Holanda)                | 22/02/2020 |
| 50 km (split)      | 3:20:02           | 1      | XI Maratón Maratona                               | Belgrado (Serbia)                  | 14/03/2020 |
| 50 km (split)      | 3:20:06           | 1      | III 6h Stundenlauf der LLG Wustweiler             | Illingen / Saar (Alemania)         | 20/07/2019 |
| 50 km              | 3:22:57           | 1      | Hammer Ultra 50 km                                | Balatonszőlős (Hungría)            | 01/09/2018 |
| 50 km (split)      | 3:27:31           | 1      | II 12 h Kaarina Track Ultra                       | Kaarina (Finlandia)                | 20/04/2019 |
| 50 km (split)      | 3:41:54           | 1      | XX Soochow University 24 Hours                    | Taipéi (Taiwán)                    | 14/12/2019 |
| 50 km (split)      | 3:57:21           | 1      | XIX Soochow University 24 Hours                   | Taipéi (Taiwán)                    | 02/12/2018 |
| 50 km (split)      | 4:01:33           | 8      | Pietersburg Road Runners 24 Hours Track Race      | Polokwane (Sudáfrica)              | 14/04/2018 |

Total registros: 61 / Total Competiciones: 30
(R.E.) = récord de España.
(split) = tiempo de paso dentro de una carrera más larga.
(*) Carrera no homologada

## Porcentajes totales en pruebas individuales de Ultrafondo
| Año   | 24h | 12h | 6h | 100km | 50 km | Otros | Victorias                                         | Plata              | Bronce | Otros     | Totales | % Victorias | % Podium |
| ----- | --- | --- | -- | ----- | ----- | ----- | ------------------------------------------------- | ------------------ | ------ | --------- | ------- | ----------- | -------- |
| 2016  | -   | 1   | -  | -     | -     | -     | 1 (1-12h)                                         | -                  | -      | -         | 1       | 100 %       | 100 %    |
| 2017  | 2   | 1   | 5  | 2     | 1     | -     | 8 (1-24h) (1-12h) (4-6h) (2-100k)                 | 2 (1-50k) - (1-6h) | -      | 119 (24h) | 11      | 73 %        | 91%      |
| 2018  | 3   | 1   | 2  | -     | 1     | 1     | 7 (3-24h) (1-12h) (2-6h) (1-50k)(1-Ot)            | -                  | -      | -         | 8       | 100%        | 100%     |
| 2019  | 2   | 3   | 3  | 1     | 2     | 1     | 10 (3-12h) (3-6h) (1-100k) (2-50k)(1-Ot)          | 1 (24h)            | -      | 5 (24h)   | 12      | 83%         | 91%      |
| 2020  | 1   | 1   | 2  | 1     | 1     | 1     | 6 (1-24h)(1-12h)(1-6h)(1-100k) (1-50k) (1-Ot)     | -                  | -      | -         | 6       | 100%        | 100%     |
| 2021  |     | 1   | -  | -     | -     | -     | 1 (1-12h)                                         | -                  | -      | -         | 1       | 100%        | 100%     |
| Total | 8   | 8   | 12 | 4     | 5     | 3     | 35 (5-24h) (8-12h) (11-6h) (4-100k) (4-50k)(3-Ot) | 3                  | -      | 2         | 40      | 87%         | 95%      |

## Mejores Marcas Personales
| Distancia     | Registro          | Puesto | Competición                                      | Lugar               | Fecha      |
| ------------- | ----------------- | ------ | ------------------------------------------------ | ------------------- | ---------- |
| 10 km         | 36:16             | 28     | I Carrera Siderúrgica de Sagunto. Premio Selecta | Sagunto (Valencia)  | 02/06/2019 |
| Media Maratón | 1:16:38           | 2      | Media Maratón Vías Verdes - Ojos Negros          | Navajas (Castellón) | 10/04/2016 |
| Maratón       | 2:36:42           | 1      | Maratón de Chaves                                | Chaves (Portugal)   | 21/07/2018 |
| 50 km         | 3:12:50           | 1      | 10 Maratón Maratona Beograd                      | Belgrado (Serbia)   | 09/03/2019 |
| 50 millas     | 5:28:46 (R.E.)    | 1      | I Ultrarunning Barcelona                         | Barcelona           | 13/03/2021 |
| 6 h           | 89.355 km         | 1      | I "Creando Sonrisas"                             | Valencia (Valencia) | 13/11/2020 |
| 100 km        | 6:58:17           | 1      | XI Maratón Maratona Beograd                      | Belgrado (Serbia)   | 14/03/2020 |
| 12 h          | 158,631 km (R.E.) | 1      | I Ultrarunning Barcelona                         | Barcelona           | 13/03/2021 |
| 100 millas    | 13:07:52 (R.E.)   | 2      | XX Soochow University 24 horas                   | Taipéi (Taiwán)     | 14/12/2019 |
| 24 h          | 274.33 km (R.E.)  | 2      | XX Soochow University 24 Hours                   | Taipéi (Taiwán)     | 14/12/2019 |